# Paris Open 1975
Il Paris Open 1975 è stato un torneo di tennis che si è giocato sul cemento indoor. È stata la 7ª edizione del Paris Open, che fa parte del Commercial Union Assurance Grand Prix 1975. Il torneo si è giocato nello Stade de Coubertin di Parigi, dal 27 ottobre al 2 novembre 1975.

## Campioni

### Singolare
Tom Okker ha battuto in finale  Arthur Ashe con il punteggio di 6–3, 2–6, 6–3, 3–6, 6–4

### Doppio
Wojciech Fibak /  Karl Meiler hanno battuto in finale  Ilie Năstase /  Tom Okker con il punteggio di 6–3, 9–8